# Laurel Kent
Laurel Kent è un personaggio immaginario dei fumetti DC Comics. Apparve per la prima volta in Superboy (prima serie) n. 217 (giugno 1976).

## Biografia del personaggio

### Cronologia originale
Nell'epoca pre-Crisis, Laurel è stata una candidata alla Legione dei Supereroi. In quanto discendente di Superman, ha come potere solo l'invulnerabilità.

### Post-Crisis
In Legion of Super-Heroes (vol. 3) nn. 42-43 (gennaio-febbraio 1988), si rivela che il background originale di Laurel è un falso. Invece di essere una discendente di Superman, si scopre che si tratta di un androide Manhunter dal ventesimo secolo, sopravvissuto per mille anni.

### Post-Ora Zero
Dopo Ora Zero la Legione è stata ripensata e Laurel Kent non è più una conoscenza del gruppo e, presumibilmente, non è mai esistita. Un nuovo personaggio, Laurel Gand, è stato introdotto per ricoprire parzialmente il suo ruolo come discendente di Valor.